# Florida (Missouri)
Florida é uma vila localizada no estado americano de Missouri, no Condado de Monroe.

## Demografia
Segundo o censo americano de 2000, a sua população era de 9 habitantes.

## Geografia
De acordo com o United States Census Bureau tem uma área de
0,3 km², dos quais 0,3 km² cobertos por terra e 0,0 km² cobertos por água. Florida localiza-se a aproximadamente 204 m acima do nível do mar.

## Localidades na vizinhança
O diagrama seguinte representa as localidades num raio de 20 km ao redor de Florida.